# Cuộc náo động năm 2006 tại San Salvador Atenco
Cuộc náo động năm 2006 tại San Salvador Atenco bắt đầu vào thứ tư ngày 3 tháng 5 khi cảnh sát ngăn cản một nhóm gồm 60 người bán hoa, không cho họ bán hoa tại khu chợ địa phương Texcoco tại State of México, khoảng 30 km (19 mi) từ Mexico City. Cảnh sát dùng bạo lực để trấn áp và bắt những người phản kháng. Những người bán hoa có vẻ như là cư dân của San Salvador Atenco, một cộng đồng cách 25 km (16 mi) phía đông bắc Mexico City, nổi tiếng với việc chống lại việc xây sân bay trên đất của họ vào năm 2002. Những cư dân tại Atenco chặn con đường chính đến Texcoco gần thị trấn của họ. Để đáp trả lại, hàng trăm cảnh sát được triệu tập để tháo dỡ các chướng ngại trên đường, nhưng sau năm lần đều bị thất bại.
Các lần chạm trán đều rất bạo lực, gây nên cái chết của hai biểu tình viên và hàng tá người (phần lớn là phụ nữ) bị sàm sỡ bởi lực lượng cảnh sát.

## Báo cáo của National Human Rights Commission
Vào ngày 16 tháng 10 năm 2006, Chủ tịch National Human Rights Commission (CNDH) José Luis Soberanes Fernández công bố kết quả của cuộc điều tra kéo dài năm tháng về cuộc náo động này. CNDH gọi đây là một "thảm kịch", tố cáo việc dùng bạo lực và vũ khí quá mức bởi lực lượng cảnh sát, cụ thể rằng: 
- 207 người (gồm 10 trẻ thành niên) bị đối xử một cách vô nhân đạo, độc ác
- 145 bị bắt vô cớ
- 26 bị tấn công tình dục
- 5 người nước ngoài, song song với việc bị đánh đập, bị trục xuất khỏi nước.[2]